# Batad
Batad (Bayan ng Batad) är en kommun i Filippinerna. Kommunen ligger på ön Panay, och tillhör provinsen Iloilo. Folkmängden uppgår till 17 009 invånare.

## Barangayer
Batad är indelat i 24 barangayer.
| - Alapasco - Alinsolong - Banban - Batad Viejo - Binon-an - Bolhog - Bulak Norte - Bulak Sur - Cabagohan - Calangag - Caw-i - Drancalan | - Embarcadero - Hamod - Malico - Nangka - Pasayan - Poblacion - Quiazan Florete - Quiazan Lopez - Salong - Santa Ana - Tanao - Tapi-an |